# Coturnicops exquisitus
La polluela exquisita o burrito exquisito (Coturnicops exquisitus) es una especie de ave gruiforme de la familia Rallidae propia de China, Japón, Corea, Rusia.
Sus hábitats naturales son pantanos, lagos de agua dulce, marismas, tierra arable. Es una especie amenazada por pérdida de hábitat. No se reconocen subespecies.